# Francesco Alberoni
Francesco Alberoni, italijanski zdravnik, pisatelj, sociolog in novinar, * 31. december 1929, Borgonovo Val Tidone, Piacenza, Italija, † 14. avgust 2023, Milano, Italija.